# Der Herr der Liebe
Der Herr der Liebe ist ein deutsches Stummfilmdrama von 1919. Der Film ist die zweite Regiearbeit Fritz Langs. Er gilt als verschollen.

## Handlung
„Der Besitzer eines südlich der Waldkarpathen liegenden Schlosses, ein junger Magnat, hat zu seiner Geliebten Yvette, die in seinem Schloss als Herrin auftritt. Eine junge Zigeunerin Stefana ist ihre Rivalin. Ein vorübergehender Hausierer wird Yvette vorgeführt, die ihn fast unbekleidet in einer merkwürdigen Gewandung nämlich, in der Beine und Brüste sichtbar sind und über den blossen Körper sich scheinbar einige schwarze Streifen hinziehen. Yvette gibt diesem Manne durch Blick und Bewegung zu verstehen, dass sie ihn durch ihre Kleidung reizen möge.
Stefana hat inzwischen ein duft-getränktes Taschentuch der Yvette gefunden und glaubt, dass dieser Duft der Zauber sei, mit dem Yvette den Magnaten an sich fesselt und dringt in das Schloss ein, um diesen Zauber zu entwenden. Der Magnat kommt mit betrunkenen Freunden heim, feiert mit ihnen ein Trinkgelage und führt die Betrunkenen schliesslich an das Bett der schlafenden Yvette, um diesen „den Trank zu zeigen“, der ihn einzig „zwingen“ könne.
Auf dem Fest eines benachbarten Magnaten beschäftigt sich der Geliebte Yvettes mit der ebenfalls in merkwürdiger Gewandung auftretenden Freundin dieses Magnaten, namens Suzette:  Dieses Kleid ist eine Tänzerinnengewandung, das im tiefen Ausschnitt den Oberkörper frei gibt. Yvette wird eifersüchtig. Beim Spiel gewinnt der Geliebte Yvettes grössere Summen. Der Magnat setzt gegen den ganzen Gewinn den Besitz der Suzette. Doch der Geliebte Yvettes verliert dieses Spiel.
Inzwischen ist Stefana in das Schloss eingedrungen und hat sich einer Parfümflasche sowie des Nachthemdes der Yvette bemächtigt. Der Magnat, der noch unter dem Zauber der tanzenden Suzette steht, findet Stefana mit einem Hemd bekleidet und nimmt von ihr Besitz, heimlich beobachtet von der empörten Yvette, die Rache beschliesst.
Anderen Tages lässt Yvette die Zigeunerin durch den Diener des Schlosses hinauspeitschen, lässt den Hausierer kommen, gibt sich ihm hin und schickt ihn zu dem Magnaten, um ihm dies mitzuteilen. Der Hausierer wird darauf in einen Keller gesperrt.
Nach einer erregten Aussprache wird Yvette von ihrem Liebhaber in den Keller zum Hausierer geführt. Es hat den Anschein, als beabsichtige Yvette, jetzt das Mass der Eifersucht und das Mass des Zornes ihres Liebhabers zu prüfen. Dieser lässt jedoch den Hausierer seines Weges gehen. Jetzt will Yvette ihren Liebhaber verlassen, dieser bettelt aber um ihre Liebe; als sie ihn zurückweist, erwürgt er sie und erschiesst sich an ihrer Leiche.“

## Hintergrund
Produktionsfirma war die Helios-Film Erwin Rosner Berlin. Er hatte eine ursprüngliche Länge von 1.436 Metern, ca. 70 Minuten. Für die Bauten war Carl Ludwig Kirmse zuständig.
Die Polizei Berlin erteilte ihm ein Jugendverbot (Nr. 43248), die Uraufführung fand am 24. September 1919 in Berlin in den Richard Oswald-Lichtspielen statt.
Für die Nachzensur wurde auf eine Länge von vier Akten (I. Akt: 397 Meter, II. Akt: 375 Meter, III. Akt: 355 Meter, IV. Akt: 189 Meter) auf 1.316 Metern gekürzt. Am 7. Juli 1921 wurde der Film dann von der Nachzensur verboten (Nr. 3615). Auf die Beschwerde der Firma Helios wurde der Film erneut am 25. Juli 1921 geprüft (Nr. 99.21). Zwar hatte die Oberprüfstelle keine Beanstandungen gegen den ganzen Film, verlangte aber mehrere Änderungen. Da sich aber der Produzent Julius Sternheim, der bei der Zensurverhandlung als Vertreter der Produktionsfirma anwesend war, kategorisch weigerte, alle weiteren Auflagen zu erfüllen, wurde das Verbot aufrechterhalten.
Die Zensur unter Vorsitz des Carl Bulcke stellte zwar fest, „dass die geschilderten Umstände zwar keineswegs lebensunwahr sind: die Vorgänge spielen ‚südlich der Waldkarpathen‘ und es ist bekannt, dass in den Grenzländern dieser Gegend, wenigstens in früheren Zeiten, eine solche drastische Lebensführung unter dem Adel des Landes üblich gewesen ist“ und „dass die kolportagehafte Schilderung des Films literarische Gegenstücke besitzt, etwa die Romane des Maurus Jokai, die vor 20 Jahren auch in Deutschland viel gelesen wurden“, gab gleichermaßen aber zu bedenken, „dass dem überwiegenden Teil der Bevölkerung sowohl die frühen Sittenzustände Ungarns und Galiziens ebenso unbekannt sind, wie die Sittenromane dieser Länder, und dass der überwiegende Teil der Bevölkerung nicht zu erkennen in der Lage ist, dass die Sittenschilderungen dieses Films ausserdeutsche Zustände darstellen wollen. Der ungebildete Teil der Bevölkerung, der heute noch die Hauptbesucherzahl des Lichtspieltheaters stellt, sieht die Wirkung eines solchen Films zu seinem Schaden lediglich im Stofflichen, im vorliegenden Falle aber in den derb erotischen Schilderungen. Das vielfache Auftreten von halb oder fast ganz entkleideten Schauspielerinnen muss auf diesen Teil der Bevölkerung ebenso entsittlichend und verrohend wirken, wie die vielfache Andeutung geschlechtlicher Vorgänge.“